# Kummakivi
Kummakivi (en français : la pierre étrange) est un bloc erratique à Ruokolahti en Finlande.

## Présentation
Le bloc mesure sept mètres de large et cinq mètres de haut reposant sur une surface rocheuse convexe.
On estime qu'il pèse environ 500 tonnes. 
Depuis les années 1980, un pin pousse au sommet du rocher.
Kummakivi est situé dans la partie ouest de Ruokolahti, près de sa frontière avec Puumala. 
Depuis 1962, le bloc est protégé par le gouvernement.